# ميمي حفيظة
ميمي حفيظة المولودة في السادس والعشرين من أغسطس لعام 1965 بمدينة باتنة بالجزائر، هي شاعرة، وصحفية، وفنانة تشكيلية جزائرية. في عام 2010، تسلمت ميمي جائزة محمد ديب بالعربية عن مجموعتها الشعرية «حكايات من الأوراس». «حكايات من الأوراس» هي مجموعة قصصية تهتم جميعها بالأطفال بصفة عامة وبصفة خاصة تركز على معاناتهم. وكانت السيدة حفيظة أيضا مذيعة براديو أوراس بباتنة. وعُرفت حفيظة أيضا بكونها نحاتة كما عُرفت باستخدامها للدبوس المشبك في أعمالها. ويعد تمثال «تركيب (فن)» هو أشهر أعمالها باستخدام دبابيس المشبك لتكوين صورة امرأة.